# Langenstein, Klinger Klippen und Hochstein
Langenstein, Klinger Klippen und Hochstein este o arie protejată (arie specială de conservare — SAC, sit de importanță comunitară — SCI) din Germania întinsă pe o suprafață de 83,52 ha, integral pe uscat.

## Localizare
Centrul sitului Langenstein, Klinger Klippen und Hochstein este situat la coordonatele 51°13′52″N 8°58′40″E / 51.2311°N 8.9778°E.

## Înființare
Situl Langenstein, Klinger Klippen und Hochstein a fost declarat sit de importanță comunitară în aprilie 1999 pentru a proteja 9 specii de animale. Situl a fost protejat și ca arie specială de conservare în martie 2008.

## Biodiversitate
Situată în ecoregiunea continentală, aria protejată conține 7 habitate naturale: Pajiști carstice calcaroase sau bazofile, de Alysso-Sedion albi, Pajiști uscate seminaturale și facies de acoperire cu tufișuri pe substraturi calcaroase (Festuco-Brometalia) (* situri importante pentru orhidee), Izvoare petrifiante cu formare de travertin (Cratoneurion), Pante stâncoase calcaroase cu vegetație casmofită, Peșteri inaccesibile publicului, Păduri de fag Asperulo-Fagetum, Păduri de fag din Europa Centrală dezvoltate pe sol calcaros cu Cephalanthero-Fagion.
La baza desemnării sitului se află mai multe specii protejate de  păsări (9): ciocârlie-de-câmp (Alauda arvensis), lăstun de casă (Delichon urbicum), șoimul rândunelelor (Falco subbuteo), rândunică (Hirundo rustica), gaia neagră (Milvus migrans), gaia roșie (Milvus milvus), viespar (Pernis apivorus), sturz-cântător (Turdus philomelos), sturz (Turdus pilaris).
Pe lângă speciile protejate, pe teritoriul sitului au mai fost identificate 20 de specii de plante, 17 specii de nevertebrate, 2 specii de reptile.